# Rainbow Range
Rainbow Range är en bergskedja i Kanada.   Den ligger i provinsen British Columbia, i den sydvästra delen av landet, 3 700 km väster om huvudstaden Ottawa. Toppen på Rainbow Range är 2 495 meter över havet.
Terrängen runt Rainbow Range är huvudsakligen kuperad. Rainbow Range är den högsta punkten i trakten. Trakten runt Rainbow Range är nära nog obefolkad, med mindre än två invånare per kvadratkilometer.. Det finns inga samhällen i närheten. 
I omgivningarna runt Rainbow Range växer i huvudsak barrskog.